# 営田
営田（えいでん）とは、一般的には田地を経営すること、もしくはその土地を指すが、奈良・平安時代に官司・権門勢家・富豪層によって直接経営された田地のことを指す場合がある。本項では後者について解説する。

## 概要
「営田」の語は、古くから存在し、田令にも屯倉に由来すると考えられている畿内官田100町の設定があり、宮内省の管掌下で雑徭を利用して耕作させていた。奈良時代後期以後、財政が悪化するようになると、官司による営田活動が盛んになった。一方これとは別に権門勢家や富豪層の中でも営田の拡大に乗り出すものがあった。
経営主である官司や権門勢家・富豪層は種子・営料・農具などを準備して直接耕作者を指揮監督して収穫は原則として全て経営主のものとなった（耕作者には営料が賃金として与えられる）。官が主体となって経営する営田を公営田、権門勢家や富豪層が経営する営田を私営田と称する。ただし、公営田・私営田にも種類があり、公営田は官田と公田に分けられて後者は更に経営主体によって国営田と省営田に細分化され、私営田は形式としての区分はないものの、経営主が中央の権門のものと地方の富農のものとでは規模が異なっていた。
こうした営田を経営することは大きな利益をもたらす反面、多額の費用も要したと考えられている。公営田の場合、その財源は諸国の正税をもって充てられたとみられている。正税は毎年出挙を行い、その収益によって数量の維持・拡大が図られ、時代が下るにつれて出挙は半ば租税化していった。一方、私営田の場合には経営主の私財をもって充てられたとみられているが、官を真似て私出挙を行って財源を確保し、更には出挙の返済が出来ない農民を従属化させて私営田の耕作に充てる場合もあった。
私営田の拡大によって公地公民制が脅かされることを恐れた朝廷は様々な規制策を打った。延暦9年（790年）に出された魚酒の制の原因の1つとして権門勢家や富豪層が饗応をもって農民を私営田耕作に従事させることを防ぐことがあったとされ、承和9年（842年）に私営田を理由として大宰府から告発された前豊前介の中井王の事件もこの路線上にあったとされている。反面、私営田の盛行は、公営田の拡大をもたらすとともにその経営には私営田の手法が取り入れられた。弘仁14年（823年）に大宰府管内で行われた西海道公営田は短期間に終わったが、貞観4年（862年）に実施された税制改革の試み（俗に「貞観新制」と呼ばれる）や、元慶3年（879年）に実施された元慶官田などにおいて、公営田の制度が実施されている。
平安時代中期になると、耕作する農民の発言力や耕作地に対する私有化の動きが強まり、営田の特徴であった直営方式から請作方式へと転換していくことになった。また、公営田も諸司田などへの移行が進んだ。荘園公領制において存在した荘園領主の直営田である「佃」は営田の名残とする説もある。